# هموم صغيرة (مسلسل إذاعي)
هموم صغيرة مسلسل درامي سوري إذاعي كوميدي

## قصة
يتناول حياة أربعة خريجين جامعيين يبحثون عن العمل، وتشاء المصادفات أن تعمل اثنتان منهم مضيفتي طيران، والاثنان الآخران تنقلهما رحلة وحيدة إلى إفريقية، وتلعب المصادفات أيضا بدخول الجميع إلى عالم الفن الهوليودي.

## طاقم العمل

### تأليف
علي يوسف النوى

### إخراج
فاضل وفائي

### بطولة
- أمل عرفة - جائزة الإبداع الإذاعي الأول للاعمال الدرامية 2009: أفضل ممثلة دور أول عن مسلسل هموم صغيرة[1]

- شكران مرتجى
- زهير عبد الكريم
- محمد خير الجراح
- أناهيد فياض
- فراس نعناع

ومن بطولة نجوم الإذاعة :
- ثراء دبسي
- فايزة الشاويش
- هالة حسني
- صبحي الرفاعي
- أحمد السيد -وائل شريفي.

العمل في مراحله الأخيرة وسيذاع قريباً على أثير إذاعة دمشق وقد يتم إدراجه في الدورة البرامجية لشهر رمضان المبارك في أغسطس المقبل .